# Scotopteryx libanaria
Scotopteryx libanaria är en fjärilsart som beskrevs av Louis Beethoven Prout 1914. Scotopteryx libanaria ingår i släktet backmätare, och familjen mätare. Inga underarter finns listade.